# Масиниго (Павија)
Масиниго је насеље у Италији у округу Павија, региону Ломбардија.
Према процени из 2011. у насељу је живело 44 становника. Насеље се налази на надморској висини од 756 м.